# Теле Сантана
Теле́ Санта́на да Си́лва (порт. Telê Santana da Silva; 26 июля 1931, Итабириту — 21 апреля 2006, Белу-Оризонти) — бразильский футболист и тренер, играл на позиции правого вингера. Был главным тренером сборной Бразилии на 2-х чемпионатах мира. Единственный тренер в истории бразильского футбола, побеждавший во всех четырёх ведущих чемпионатах штатов Бразилии — Сан-Паулу, Минас-Жерайс, Риу-Гранди-ду-Сул и Рио-де-Жанейро.

## Биография

### Игровая карьера
Теле Сантана начал карьеру в клубе «Ботафого», но там он не попадал в основной состав молодёжной команды, а потому вернулся в родной город и выступал за «Итабиренсе», а затем за «Америку» из Сан-Жуан-дел-Рей, в конце 1940-х годов он попробовал себя на просмотре в «Ботафого», но там ему отказали. В 1950 году игру Теле Сантаны за «Америку» заметили скауты «Флуминенсе», клуба, за который Сантана болел с детства. После просмотра во «Флу» сам Зезе Морейра, присутствовавший при этом, дал «добро» на переход Теле в клуб. В первый же сезон выступлений за «Флуминенсе» Сантана выиграл с молодёжным составом «Флу» чемпионат Рио-де-Жанейро, после чего в феврале 1951 года Сантане был предложен первый в его жизни профессиональный контракт. Дебютный сезон во взрослой команде «Флу» стал удачным для Сантаны — он выиграл Кубок Гуанабара, а затем победил и в чемпионате Рио. Во взрослой команде «Флуминенсе» Сантана поменял свою позицию, Зезе Морейра перевёл игрока из центра нападения на правый край атаки, где Сантана выступал до конца профессиональной карьеры, там он выполнял огромный объём работы, фактически закрывая всю бровку. За «Флу» Сантана играл 9 лет, выиграв с клубом Международный кубок Рио, два чемпионата штата, дважды Турнир Инсинио и дважды Турнир Рио-Сан-Паулу, проведя 557 матчей и забив 162 гола.
В 1960 году Тим пригласил Сантану в свой клуб «Гуарани» (Кампинас), после чего Тима начала критиковать пресса и фанаты команды, заявлявшие, что Сантана слишком возрастной игрок и не нужен клубу, на что Тим ответил: «Мне нужен игрок, который может заставить игроков делать все, что я сказал». Затем Сантана выступал за «Мадурейру», во время матча за этот клуб против «Флу» он, забив гол в ворота своей бывшей команды, в конце матча прокричал, что «Флуминенсе» навсегда в его сердце. Сантана завершил карьеру в клубе «Васко да Гама» в 1963 году.

#### «Нить надежды»
Теле Сантана получил своё прозвище «Нить надежды» после конкурса среди болельщиков, организованного Марио Фильо, директором журнала «Жорнал дос Спортс» и менеджером клуба Бенисио Феррейрой.
До конкурса Теле Сантана имел прозвища «Фияпо» и «Тарзан из Ларанжейраса», из-за его тонкого телосложения. Феррейра считал, что игроки «Флу» должны иметь только почётные прозвища, поэтому он предложил своему другу Марио Фильо организовать конкурс среди болельщиков, победитель которого получил бы 5 000 крузейро. К концу конкурса более 4 тыс. писем с вариантами прозвища пришли в редакцию журнала, сам Теле также участвовал в конкурсе, предложив прозвище «Мяч» (A Bola). В конце были отобраны три прозвища — «Наше всё», «Биг Бен» и «Нить надежды», последнее из них и было признано лучшим.

### Тренерская карьера
Завершив карьеру игрока, Сантана начал карьеру тренера, работая с молодёжным составом «Флуминенсе», который в 1968 году сделал чемпионом Рио. На следующий год после этого успеха Сантана возглавил первую команду «Флу» и в первый же сезон выиграл Кубок Гуанабара, а в 1969 году Сантана привёл «Триколор» к победе в чемпионате штата. Он сразу проявил себя тренером-либералом, сторонником того, чтобы помочь игрокам показывать свои лучшие качества, а не «зажимать» их в «тисках» тактических схем, однако вместе с этим при поражениях Сантана действовал очень жёстко, заставляя игроков тренироваться до изнеможения. Но карьере во «Флуминенсе» помешали картолы, получающие процент с продажи игроков: большинство игроков уходили и приходили в клуб без ведома самого Сантаны, однажды он пришёл к президенту клуба и сказал, что приход и уход игроков — это прерогатива тренера, и что только тренер знает, какой игрок нужен его команде. Вскоре после этого разговора Сантана был уволен. Другой причиной увольнения явилось недовольство тренером со стороны болельщиков «Флу», которым не нравилась стратегия Сантаны, не использовавшего крайних форвардов.
В 1970 году Сантана возглавил клуб «Атлетико Минейро», куда он пришёл по приглашению президента команды Нелсона Кампоса, искавшего твёрдого по характеру человека, который сможет «обуздать» нрав «звёзд» клуба, но вместе с тем быть игрокам другом. На эту должность Теле Сантана подошёл идеально, как человек твёрдый, но справедливый, всегда поддерживавший игроков старательных и наказывавший ленивых. Уже в первом сезоне он сделал команду чемпионом штата Минас-Жерайс, а через год победил в чемпионате Бразилии, после победы он сказал: «Я благодарен „Атлетико“ за возможность войти в историю». В 1977 году, после нескольких месяцев с «Ботафого», Сантана пришёл в клуб «Гремио» и сразу сделал команду чемпионом штата Риу-Гранди-ду-Сул, прервав 8-летнюю гегемонию «Интернасьонала». Затем работал в «Палмейрасе», но успехов с этой командой не добился.
В 1980 году Теле Сантана пришёл работать в сборную Бразилии, где в то время блистали Зико, Фалькао и Сократес. Сантана начал работу в сборной с улучшения тактической грамотности и физической готовности игроков, для него не было «команды звёзд», Сантана хотел сделать «команду-звезду». С игроками, подходившими под его тренерскую концепцию, он поехал на чемпионат мира; когда состав был определён, многие заметили, что в нём нет ни одного правого полузащитника, после чего начали критиковать Сантану, он же отвечал: «Я немного раздражён. Если бы справа у меня был такой игрок, как Гарринча, то логично, что он бы играл. Но у меня всегда играют только лучшие». Однако непосредственно перед турниром голоса критиков стихли после 4-х победных предтурнирных матчей, в которых было забито 16 мячей, включая 4 мяча в ворота ФРГ. На самом турнире бразильцы демонстрировали яркий, атакующий командный футбол; после победы над Аргентиной 3:1 команду начали сравнивать со сборной образца 1970 года, но в решающем матче за выход в полуфинал бразильцев ждало поражение от Италии 2:3, во многом из-за недооценки соперника. Сразу после окончания турнира Сантана подал в отставку, сказав: «Тот, кто проигрывает, должен уйти. Продолжать неудачнику у нас в Бразилии невозможно…» Он отправился на заработки в Саудовскую Аравию, в клуб «Аль-Ахли», с которым выиграл чемпионат Саудовской Аравии, Кубок Персидского залива и другие титулы.
2 июня 1985 года Сантана вернулся в сборную, чтобы подготовить её к чемпионату мира в Мексике. Но и здесь Сантану ждала неудача, на этот раз из-за дисциплины. Он не взял на турнир опоздавшего на сбор Ренато Гаушо, а друг Ренато, Леандро, после этого также отказался ехать на мундиаль. Впрочем, главной проблемой для Бразилии оказалась травма Зико в последней тренировочной игре перед Кубком Мира. В результате главная звезда команды не смогла ни разу выйти на поле в основном составе. На самом турнире Сантана «отказал себе»: бразильцы уже не так рьяно рвались в атаку, достаточное время уделяя обороне, так, на групповом этапе 2 победы из 3-х Бразилия одержала со счётом 1:0, в 1/8 финала была обыграна Польша 4:0, а в ¼ финала последовало поражение бразильцев в серии пенальти от Франции, в основное время того матча главная звезда сборной, Зико, не забил пенальти. Эта игра стала последней для Сантаны во главе национальной команды, которая под его руководством провела 52 матча, одержав 37 побед при 10 ничьих и 5 поражениях.
После сборной Сантана возглавлял «Атлетико Минейро», который он вновь привёл к чемпионству на уровне штата. С 23 октября 1988 года по 17 сентября 1989 года Сантана работал с «Фламенго», проведя на посту главного тренера команды 62 матча, из которых «Фла» выиграл 37, 15 свёл вничью и 10 проиграл.
12 октября 1990 года Сантана возглавил «Сан-Паулу» и всего за 3 месяца сумел сплотить команду, в которой были такие игроки, как Раи, Леонардо и Палинья, выведя её из середины таблицы бразильского чемпионата на второе место в первенстве. В следующем году он сделал её чемпионом штата, а затем и Бразилии, попутно открыв для мирового футбола правого защитника Кафу. Затем последовала полоса побед, в которую вошли два Кубка Либертадорес, два Межконтинентальных кубка, две Рекопы Южной Америки и Суперкубок Либертадорес.

### После футбола
В январе 1996 года Теле Сантана получил ишемический инсульт головного мозга, вследствие чего у него начали наблюдаться проблемы в речи и передвижении, после чего перешёл на должность менеджера «Сан-Паулу». Он хотел вернуться тренировать, однако семья отговаривала его. Зимой 1997 года Сантана подписал контракт с «Палмейрасом», но из-за проблем со здоровьем, к которым добавился и сахарный диабет, в должность так и не вступил. 24 декабря 2003 года Сантане пришлось ампутировать ногу из-за сужения кровеносных сосудов, после восстановления от операции он сказал: «Теперь я ручной лев… А ведь я не могу без футбола. Футбол — моя жизнь. Я настоящий фанатик…» 21 апреля 2006 года после месячного пребывания в больнице Фелисиу Рошу (Белу-Оризонти) из-за заражения толстой кишки абдоминальной инфекцией Сантана скончался, оставив вдовой супругу Ивонете, сына Рене, дочь Сандру и четверых внуков — Камила, Диого, Мариана и Бруно.

## Известные высказывания Теле Сантаны
- Я лучше проиграю, играя хорошо, чем выиграю, играя плохо[6][7][8].
- Если бы у нас оказалось одиннадцать звезд, подобных Пеле, это было бы прекрасно, но все бы они обязательно трудились и на тренировках, и в игре!
- Футбол без удара по воротам — диверсия, а не искусство!
- На чемпионате мира куда важнее не успех, а демонстрация лучшей игры. Ведь мундиаль — это спектакль!
- Любое поражение отвратительно — вас обвинят, как бы вы ни играли, каковы бы ни были обстоятельства. Так что уж лучше атаковать — тогда вам будет не так тошно!
- Футбол в Бразилии умирает. Формулы чемпионатов штатов и страны откровенно неинтересны публике. А в самой игре престиж уже давно важнее техники! Если я увижу красивую игру в пеладу на улице, обязательно остановлюсь посмотреть — это полезнее и приятнее, чем нудный матч чемпионата страны.
- Забейте нам сколько сможете, а мы забьём вам сколько захотим! (в интервью на ЧМ 1982 года)
- Совершенства достичь невозможно, но вот приблизиться к нему несложно[9][10][11].
- В футболе не побеждают, играя хорошо, играй хорошо, чтобы победить[12].
- Если игрок моей команды сфолил сзади или ударил, чтобы сломать соперника, арбитру даже не нужно его удалять. Я выкину его с поля[13]

## Достижения

### Как игрок
- Чемпион штата Рио-де-Жанейро: 1951, 1959
- Обладатель Международного кубка Рио: 1952
- Чемпион турнира Инсинио: 1954, 1956
- Чемпион турнира Рио-Сан-Паулу: 1957, 1960

### Как тренер
- Обладатель Кубка Гуанабара: 1969, 1989
- Чемпион штата Рио-де-Жанейро: 1969
- Чемпион штата Минас-Жерайс: 1970, 1988
- Чемпион Бразилии: 1971, 1991
- Чемпион штата Риу-Гранди-ду-Сул: 1977
- Чемпион Саудовской Аравии: 1982/83
- Обладатель Кубка Саудовской Аравии: 1984
- Обладатель Клубного кубка чемпионов Персидского залива: 1985
- Чемпион штата Сан-Паулу: 1991, 1992
- Обладатель Кубка Либертадорес: 1992, 1993
- Обладатель Межконтинентального кубка: 1992, 1993
- Обладатель Рекопы Южной Америки: 1993, 1994
- Обладатель Суперкубка Либертадорес: 1993

### Личные
- Обладатель премии Белфорта Дуарте: 1976[14]
- Футбольный тренер года в Южной Америке: 1992
- В списке лучших тренеров в истории футбола:
  - 13 место по версии World Soccer: 2013[15][16]
  - 35 место по версии France Football: 2019[17][18]